# Associação Desportiva de Vilankulo
A Associação Desportiva de Vilankulo é uma agremiação de futebol moçambicana baseada na vila de Vilanculos, distrito de Vilanculos, província de Inhambane.. Anteriormente conhecida como Vilankulo Futebol Clube, ENH Vilankulos e antes Grupo Desportivo da Empresa Nacional de Hidrocarbonetos Futebol Clube), adquiriu a nova identidade em 26 de Outubro de 2020.
Fundado no dia 14 de fevereiro de 2014, o clube disputa os seus encontros no Estádio Municipal de Vilanculos, que possui capacidade para 5000 pessoas. 

## Liga
Atualmente o clube disputa o Moçambola, a primeira divisão do Campeonato Moçambicano de Futebol, tendo terminado a temporada de 2018 em 11º lugar.
Na temporada 2019 os "Hidrocarbonetos" alcançaram a 5a posição, a melhor de sempre desde a sua criação.